# Bomsdorf (Hoher Fläming)
Bomsdorf ist eine wüste Feldmark südlich von Reetz, einem Ortsteil der Gemeinde Wiesenburg/Mark im Landkreis Potsdam-Mittelmark in Brandenburg. Dort existiert eine Dorfstelle südlich der Bahnstrecke am Weg von Medewitz nach Reetz mit dem Flurnamen Alte Dorfstelle.

## Geschichte
Die erste urkundliche Erwähnung stammt aus dem Jahr 1388 als Somstorff. In den Jahren 1419/1420 lag sie vermutlich schon wüst, allerdings besaß die Familie Palme aus Jeserig/Fläming zwei freie Hufen in Bomsdorf. Die Dorfstätte gehörte vor 1487 der Familie Brandt von Lindau und erschien im genannten Jahr als bomstorff. Das Dorf war ursprünglich wohl Tochterkirche von Reetz, demzufolge könnte es eine Dorfkirche gegeben haben. Der Zehnt fiel in den Jahren 1534 und 1575 an den Pfarrer in Reetz. Im Jahr 1592 nutzte ein Vierdorfhufner aus Reetz in Pombsdorff wüste insgesamt 15 Morgen Heideland in Bomsdorf; ein Kossät weitere 3 Morgen. Experten zufolge könnte es sich allerdings auch um Flächen im benachbarten Bönsdorf gehandelt haben. Von 1755 bis 1765 waren die von Watzdorf im Besitz der Feldmark, anschließend übernahmen von 1765 bis 1846 die Trotta genannt Treyden die Fläche, die sie 1846 an die Familie Goldacker weitergaben. Die letzte Erwähnung erfolgte im Jahr 1842 als alte Dorfstelle Bomsdorf, sie ging anschließend in der Feldmark von Reetz auf und wurde nicht wieder besiedelt.